# Mata del Gallo
Mata del Gallo är en ort i Mexiko.   Den ligger i kommunen Paso del Macho och delstaten Veracruz, i den sydöstra delen av landet, 260 km öster om huvudstaden Mexico City. Mata del Gallo ligger 453 meter över havet och antalet invånare är 171.
Terrängen runt Mata del Gallo är platt åt nordost, men åt sydväst är den kuperad. Runt Mata del Gallo är det ganska tätbefolkat, med 149 invånare per kvadratkilometer. Närmaste större samhälle är Cuitláhuac, 15,2 km söder om Mata del Gallo. Omgivningarna runt Mata del Gallo är en mosaik av jordbruksmark och naturlig växtlighet.